# Irma Åstrand
Irma Linnéa Åstrand, tidigare Irma Ryhming, född den 13 mars 1927 i Falköping, död den 4 oktober 2016 i Näsby Park, var en svensk läkare och professor i fysiologi.

## Biografi
Efter studentexamen i Skövde 1946 avlade Ryhming gymnastikdirektörexamen i Stockholm vid nuvarande Gymnastik- och idrottshögskolan 1948, blev medicine licentiat 1955, medicine doktor i Göteborg 1960 och docent i klinisk fysiologi vid Karolinska institutet 1964. Hon var anställd vid Gymnastiska centralinstitutets fysiologiska institution 1948–1955, assistent där 1955–1957, vid Karolinska sjukhusets klinisk fysiologiska laboratorium 1956, associate research physiologist vid University of California i Berkeley 1957, vid Lankenau Hospital i Philadelphia 1958 och förste underläkare vid Serafimerlasarettets klinisk fysiologiska laboratorium 1959–1966. Hon var laborator i klinisk arbetsfysiologi vid Arbetsmedicinska institutet och Arbetarskyddsstyrelsen 1966–1973, professor i arbetsfysiologi vid Arbetarskyddsstyrelsen 1974–1981, avdelningschef där 1981–1987 och därefter föreståndare för Arbetsmiljöinstitutet. Hon invaldes som ledamot av Ingenjörsvetenskapsakademien 1970.
Irma är känd inom kroppsövningsfältet bland annat för ett ergometercykeltest där den maximala syreupptagningsförmågan kan beräknas från hjärtfrekvensen vid ett submaximalt arbete. Det kallas för Åstrandtestet, och är sannolikt ett av de mest använda arbetsfysiologiska testen i världen. Det presenterades år 1954 i en artikel som hon skrev tillsammans med Per-Olof Åstrand, som var hennes handledare och senare även blev hennes make.

### Familj
Irma Åstrand var dotter till Arvid och Elna Andersson. Hon gifte sig 1956 med Per-Olof Åstrand.